# Boufferdanger Muer

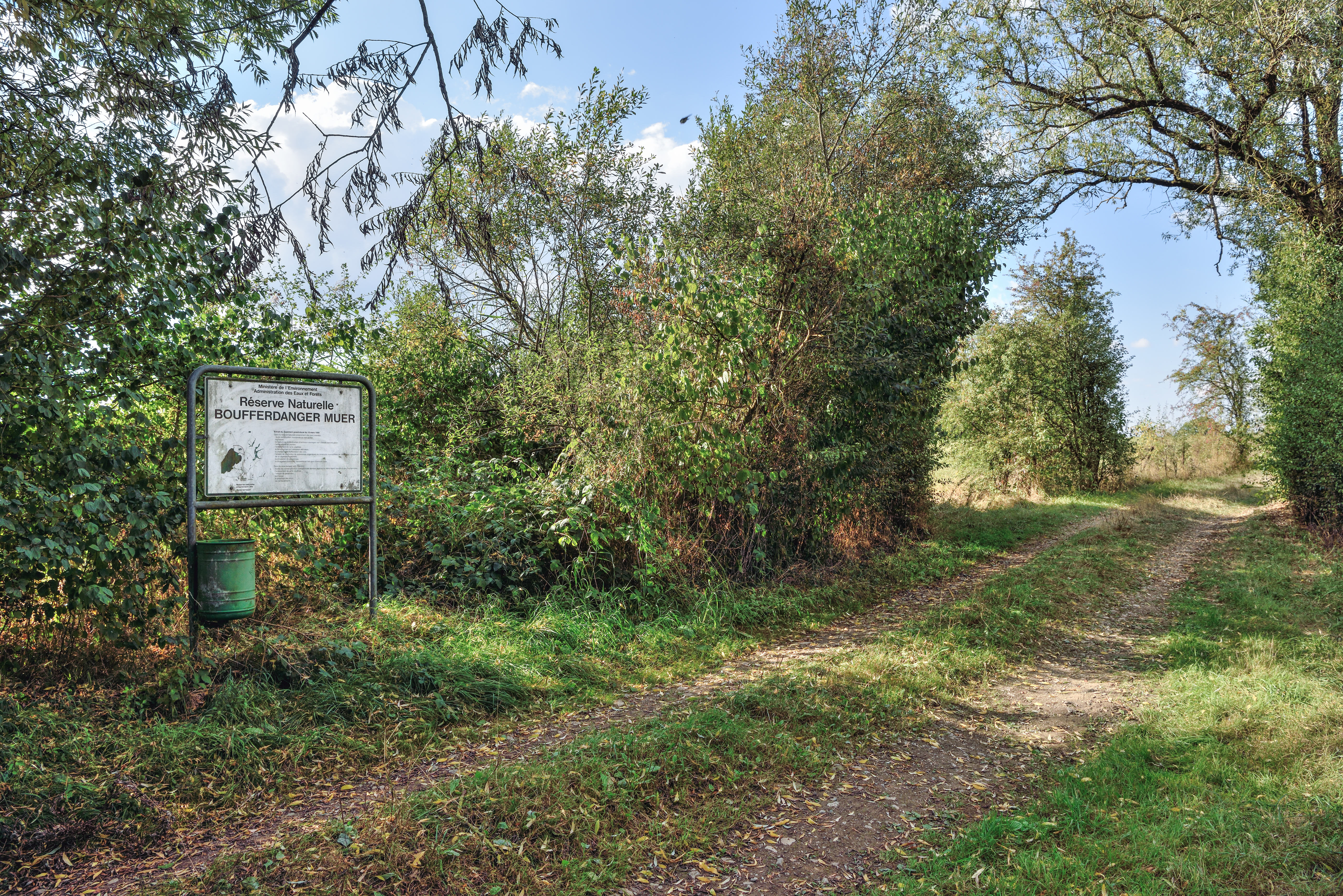
Réserve naturelle Boufferdanger Muer (marais de Bofferdange) dans la commune de Käerjeng, Luxembourg.

Le Boufferdanger Muer est une zone protégée située aux confins de la commune luxembourgeoise de Käerjeng.
Il s'agit d'une zone humide et marécageuse.